# Illorai
Illorai är en ort och kommun i provinsen Sassari i regionen Sardinien i Italien. Kommunen hade 846 invånare (2017).